# Église orthodoxe Sf. Treime din Deal
Biserica Ortodoxă Sf. Treime din Deal (L'Église Orthodoxe de la Sainte-Trinité sur la Colline) de Cluj-Napoca, située 12, rue Bisericii Ortodoxe, a été construite en 1795-1796 grâce aux dons des marchands roumains de Brașov ainsi qu'aux dons des marchands grecs et macédoniens de Cluj. Les éléments décoratifs qui encadrent les portes et les fenêtres sont en style baroque.
De 1919 à 1932 l'église a servi de cathédrale provisoire de l'Archevêché de Vad, de Feleac et de Cluj.